# تين زاوتين
تين زاوتين هي إحدى بلديات ولاية عين قزام عاصمة لـ دائرة تين زاوتين.